# Panajotis Kanelopulos
Panajotis Kanelopulos (gr. Παναγιώτης Κανελλόπουλος; ur. 13 grudnia 1902 w Patras, zm. 11 września 1986 w Atenach) – grecki filozof, pisarz, poeta i polityk, dwukrotny premier Grecji w roku 1945, minister obrony (1952-1955).

## Życiorys
Był synem farmaceuty Kanellosa Kanelopulosa i Amalii z d. Gunaris (siostry Dimitriosa Gunarisa). W 1919 rozpoczął studia na wydziale prawa uniwersytetu ateńskiego, ale po roku przeniósł się na uniwersytet w Heidelbergu, gdzie kształcił się w zakresie prawa, socjologii i filozofii. W 1923 obronił pracę doktorską z zakresu prawa. Dwa lata później powrócił do Grecji, gdzie odbył służbę wojskową, a następnie publikował prace z zakresu socjologii. W 1926 podjął pracę w ministerstwie gospodarki narodowej jako sekretarz generalny. W 1927 zrezygnował z tej funkcji i powrócił do pracy naukowej na wydziale prawa uniwersytetu ateńskiego. W 1934 został pierwszym profesorem socjologii w historii tej uczelni.
Pracę na uczelni stracił w 1935, po opublikowaniu w prasie serii artykułów krytycznych wobec greckiej monarchii. Wziął udział w wyborach 1936, stając na czele nowego ugrupowania politycznego Narodowej Partii Unionistycznej, ale nie zdobył mandatu. Po przejęciu władzy przez Joanisa Metaksasa, Kanelopulos został aresztowany i zesłany na wyspę Kitnos, a następnie na Tasos i Karystos. Po wybuchu wojny włosko-greckiej zgłosił się na ochotnika do służby w armii i walczył w składzie 19 dywizji piechoty, docierając z nią do wschodniej Albanii.
W czasie okupacji niemieckiej działał w ruchu oporu. Zagrożony aresztowaniem uciekł z Grecji i dotarł do Kairu. 2 maja 1942 objął stanowisko wicepremiera w rządzie Emanuila Tsuderosa. Z funkcji tej zrezygnował rok później, ale w 1944 pojawił się w rządzie Jeorjosa Papandreu, obejmując tekę ministra odbudowy. W listopadzie 1945 przez trzy tygodnie sprawował urząd premiera. W marcu 1946 po raz pierwszy został wybrany deputowanym do parlamentu. Po raz drugi stanowisko premiera objął w kwietniu 1967, ale nie uzyskał votum zaufania i podał się do dymisji. Po obaleniu junty czarnych pułkowników odmówił propozycji objęcia urzędu premiera.
Był żonaty (żona Theano z d. Polikaku). Zmarł w Atenach w roku 1986.

## Twórczość literacka
Jako poeta zadebiutował w 1918, kiedy jego wiersze ukazały się w czasopiśmie Numas. Dwa lata później wydał pierwszy tomik poezji. Do roku 1955 ukazały się kolejne trzy tomiki poezji Kanelopulosa. Pisał także opowiadania i eseje.